# Antonio Llinás

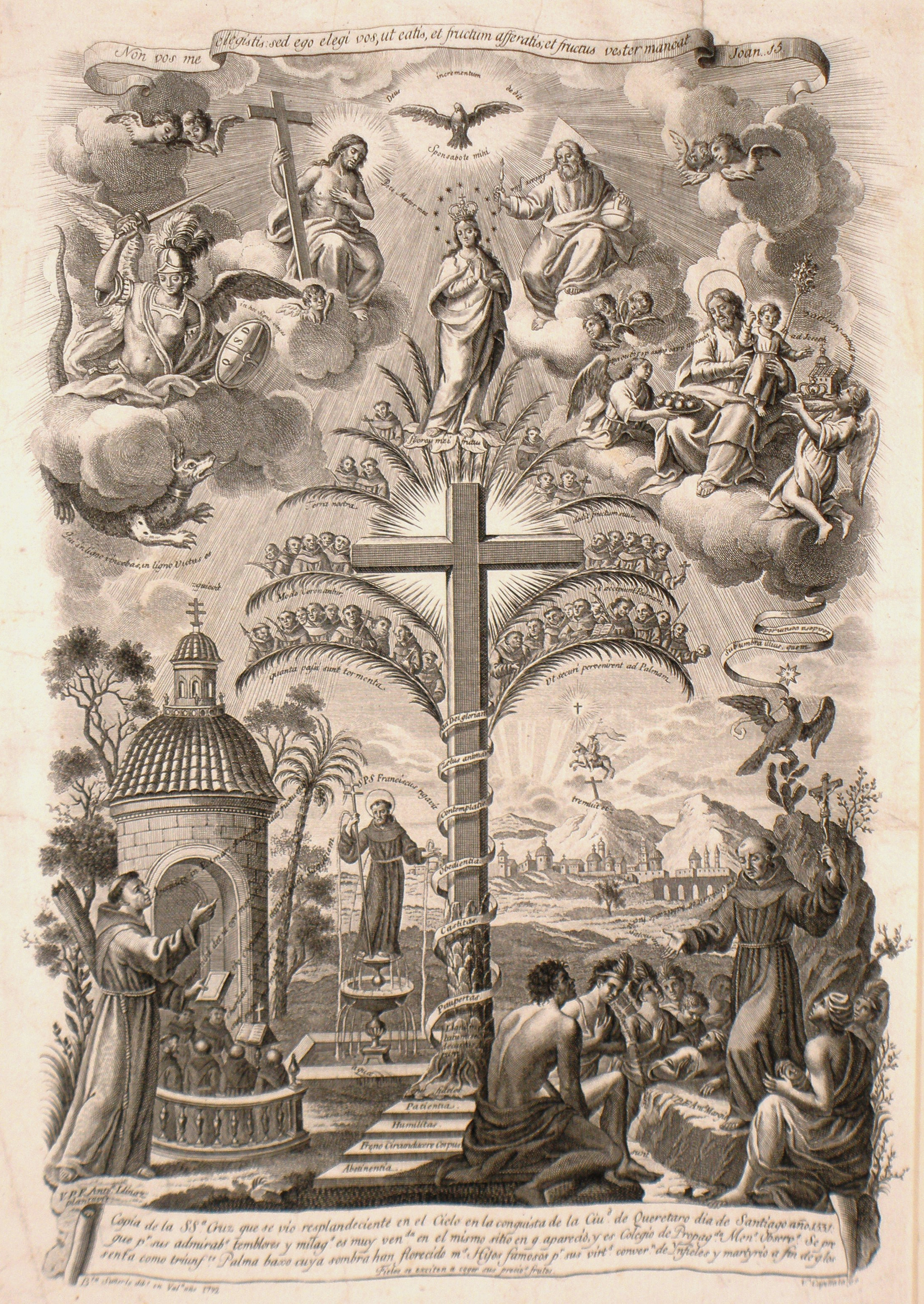
Alegoría de la Orden Franciscana (Copia de la SSª Cruz que se vio resplandeciente en el Cielo en la conquista de la Ciudad de Queretaro dia de Santiago año 1531), grabado de Vicente Capilla por dibujo de Juan Bautista Suñer, 1792. El padre Antonio Llinás aparece representado a la izquierda, ante una capilla que evoca el colegio por él fundado.

Antonio Llinás de Jesús María (Artá, Baleares, 1635-1693) fue un sacerdote franciscano español, figura de gran misionero, profesor de calidad, forjador de misioneros y fundador de centros de formación misionera.

## Infancia y juventud
Natural de Artá, en la isla de Mallorca, había nacido en 1635, recibiendo la primera formación humanista en los franciscanos de su villa natal. A los diecisiete años ingresó en el convento de San Francisco de Palma de Mallorca, recibiendo la ordenación sacerdotal en 1659. Su primera actividad ministerial se balanceaba entre la enseñanza de la Filosofía y la predicación popular.
Con el deseo de dedicarse a la docencia, pasó a México en 1664. Entre 1665 y 1667 leyó Artes en Querétaro, y de 1667 a 1668 lo hizo en Celaya. Desde 1668 a 1691 fue catedrático de Teología en Valladolid, actual (Morelia), de cuyo convento fue elegido superior. Parece que una pesadilla nocturna o una extraña visión fúnebre le impresionó vivamente, y se sintió llamado a mayor santidad y dedicación al bien de las almas. A partir de 1679 dejó la enseñanza y se dedicó a las misiones.

## Misionero
A finales del mismo año el P. Antonio Llinás tuvo que regresar a la península ibérica para asistir al Capítulo General de su Orden. Aprovechó los días libres para dedicarse a la predicación popular y gestionar la fundación de un Colegio de Misioneros en Querétaro.
Conseguida la autorización, regresó a México en 1683, con otros veintidós franciscanos, para fundar el dicho Colegio. Dos años después regresa de nuevo a España con la intención de fundar colegios en ella. Entre 1689 y 1691 lleva a cabo una desbordante actividad como fundador de colegios de misioneros. Sus frutos fueron el de San Miguel de Escornalbou, en Cataluña; Nuestra Señora de la Oliva, en la provincia de Toledo; el dedicado a San Roque, en Calamocha (Teruel); en la Región de Murcia el de San Miguel de Cehegín, y el colegio valenciano de Santo Espíritu del Monte.
Llegó hasta la isla de Cerdeña, donde fundó el Colegio de Ozzier, Sassari. No prosperó la idea de fundar un colegio en la mallorquina villa de Sóller.
Se trasladó a Madrid con el propósito de fundar un colegio en los aledaños de la capital. Allí murió el 29 de junio de 1693. Su muerte fue la de un santo, cuya fama continuó incluso durante muchos años. De su espléndida actividad misionera se calcula que convirtió unas veintidós mil personas. Fue el resultado de más de un cuarto de siglo de plena entrega al servicio de las misiones.